# Коломиец, Дмитрий Викторович
Дмитрий Викторович Коломиец (род. 19 января 1979, Краснодар) — российский политик, депутат Государственной Думы Федерального Собрания Российской Федерации 6-го созыва.

## Биография
С 2001 года Дмитрий Викторович — помощник депутата Государственной Думы РФ по работе в Краснодарском крае от Всероссийской политической партии «КПРФ» Б. Г. Кибирева.

### Депутат госдумы
С 3 июня (получил мандат Константина Ширшова) по 21 сентября 2015 года депутат Государственной Думы Федерального Собрания Российской Федерации.
Женат, воспитывает с супругой двух дочерей.